# Encarsia pinella
Encarsia pinella is een vliesvleugelig insect uit de familie Aphelinidae. De wetenschappelijke naam is voor het eerst geldig gepubliceerd in 2001 door Myartseva.